# Corsa campestre
La corsa campestre, anticamente denominata cross country podistico, è una specialità sia maschile che femminile dell'atletica leggera in cui si corrono distanze intorno ai 4 km, su fondo sterrato o erboso e su percorsi che variano da uno a più giri, in base a determinati canoni quali l'età e il sesso. È una specialità molto impegnativa dal punto di vista fisico e psicologico, che prevede gare individuali e a squadre.

## Caratteristiche

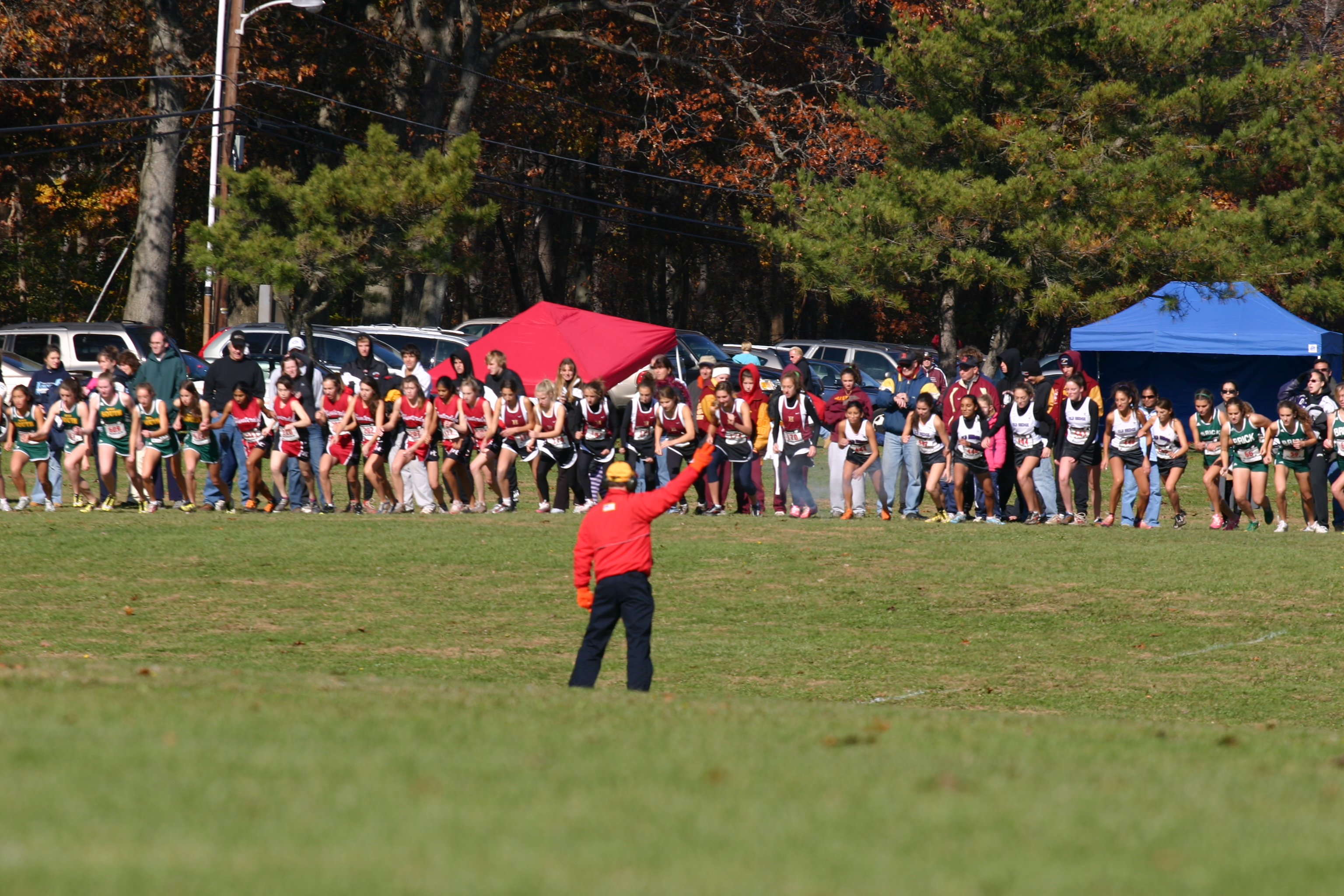
Fase di partenza di una gara di corsa campestre

La gara di corsa campestre consiste solitamente in uno o più giri su fondo sterrato o erboso, con un lungo rettilineo nei pressi della partenza e del traguardo del percorso.
A causa della variabilità delle condizioni dei percorsi di corsa campestre, ogni gara ha le sue naturali e distinte caratteristiche di terreno. Secondo la World Athletics una gara ideale di corsa campestre ha un percorso con un giro che misura dai 1 750 ai 2 000 metri di distanza, disposto su luogo aperto o boschivo. Il percorso può includere piccoli ostacoli, naturali oppure artificiali.
Il rettilineo di partenza ideale dovrebbe misurare dai 400 ai 1 200 metri, questo per evitare la congestione degli atleti nella fase di partenza. Tuttavia alcune gare minori presentano la prima curva dopo una distanza minore. Gli atleti partono contemporaneamente ed uno starter, ad una distanza di 50 metri o più, decreta la partenza con un colpo di pistola.
Solitamente le gare internazionali di corsa campestre prevedono dai 3 ai 6 giri di percorso. Gli atleti seniores competono in gare sui 12 km, mentre a livello seniores femminile e juniores maschile si gareggia su percorsi di 8 km. La distanza per le atlete juniores è invece di 6 km.
Sono previste sia gare individuali, a tempo, che competizioni a squadre, le quali prevedono un punteggio in base ai piazzamenti dei vari atleti (solitamente, a seconda della gara, si tengono conto dei migliori 4 o 5 atleti per squadra).

## Competizioni

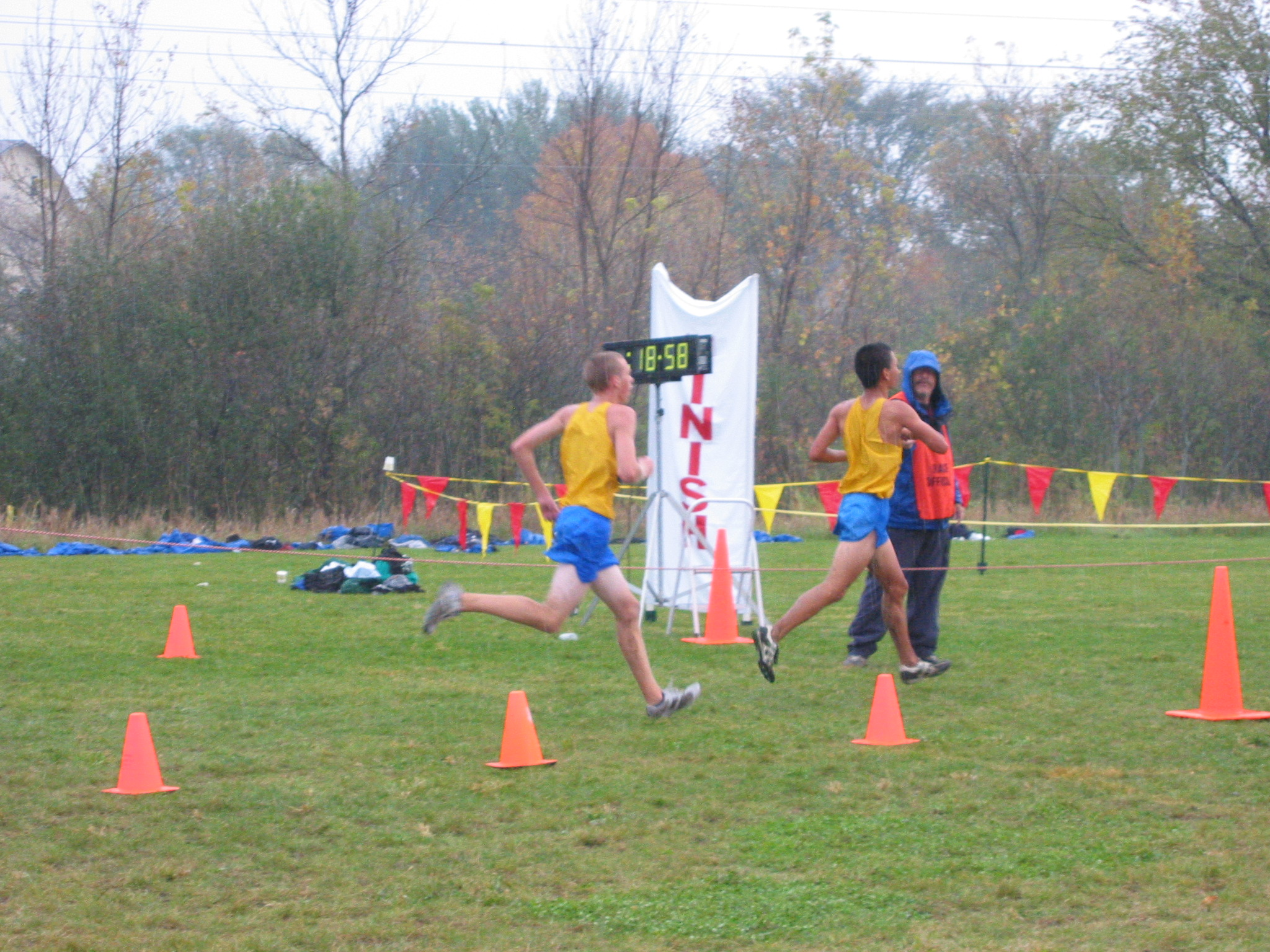
Una gara di corsa campestre con il tracciato delimitato da coni stradali

La corsa campestre è stata una specialità olimpica, sia come competizione individuale che a squadre, dai Giochi olimpici del 1904 a quelli del 1924.
Attualmente la World Athletics organizza i Campionati del mondo di corsa campestre, competizione che viene svolta a cadenza biennale negli anni dispari. Oltre ai Mondiali vengono organizzati abitualmente i campionati continentali e svariate singole competizioni di corsa campestre; tra le più prestigiose si possono citare il Campaccio e la Cinque Mulini, gare che si svolgono rispettivamente a San Giorgio su Legnano e San Vittore Olona, nella città metropolitana di Milano, e il Cross della Vallagarina, che si svolge a Villa Lagarina, nella provincia autonoma di Trento.